# 사야마시역
사야마 시역(일본어: 狭山市駅)은 일본 사이타마현 사야마시에 있는 세이부 철도 신주쿠 선의 역이다.
인접역인 이리소 역과 신토코로자와 역사이에 미나미이리소 차량기지가 있어서 이 역까지만 운행하는 열차도 있다.

## 타는 곳
| ↑ 이리소   |
| 2 \| 1     |
| 신사야마 ↓ |

| 1 | ■신주쿠 선 | 혼카와고에 방면                                                |
| 2 | ■신주쿠 선 | 도코로자와・고쿠분지・다나시・다카다노바바・세이부 신주쿠 방면 |

## 역사
- 1895년 3월 21일 : 이루마가와역으로 개업.
- 1979년 3월 25일 : 사야마 시역으로 역명 변경.
- 2007년 3월 6일 : 쾌속급행 열차 정차.

## 인접역
| 세이부 철도■신주쿠선                | 세이부 철도■신주쿠선             | 세이부 철도■신주쿠선     |
| ----------------------------------- | -------------------------------- | ------------------------ |
| 도코로자와 세이부 신주쿠 방면       | 특급 고에도 호                   | 혼카와고에 방면          |
| 신토코로자와 세이부 신주쿠 방면     | ■쾌속급행・■통근급행（상행선만） | 혼카와고에 방면          |
| 이리소 세이부 신주쿠, 고쿠분지 방면 | ■급행・■준급・■보통              | 신사야마 혼카와고에 방면 |